# Leptotes (Orchideen)
Leptotes  ist eine Gattung aus der Familie der Orchideen (Orchidaceae). Die epiphytisch wachsenden Pflanzen stammen aus Südamerika. 

## Beschreibung

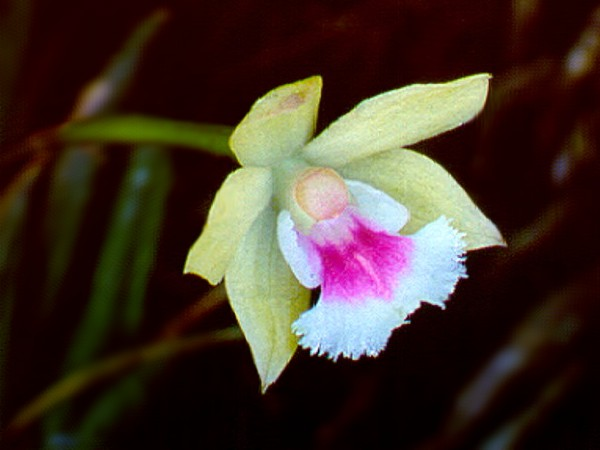
Leptotes tenuis

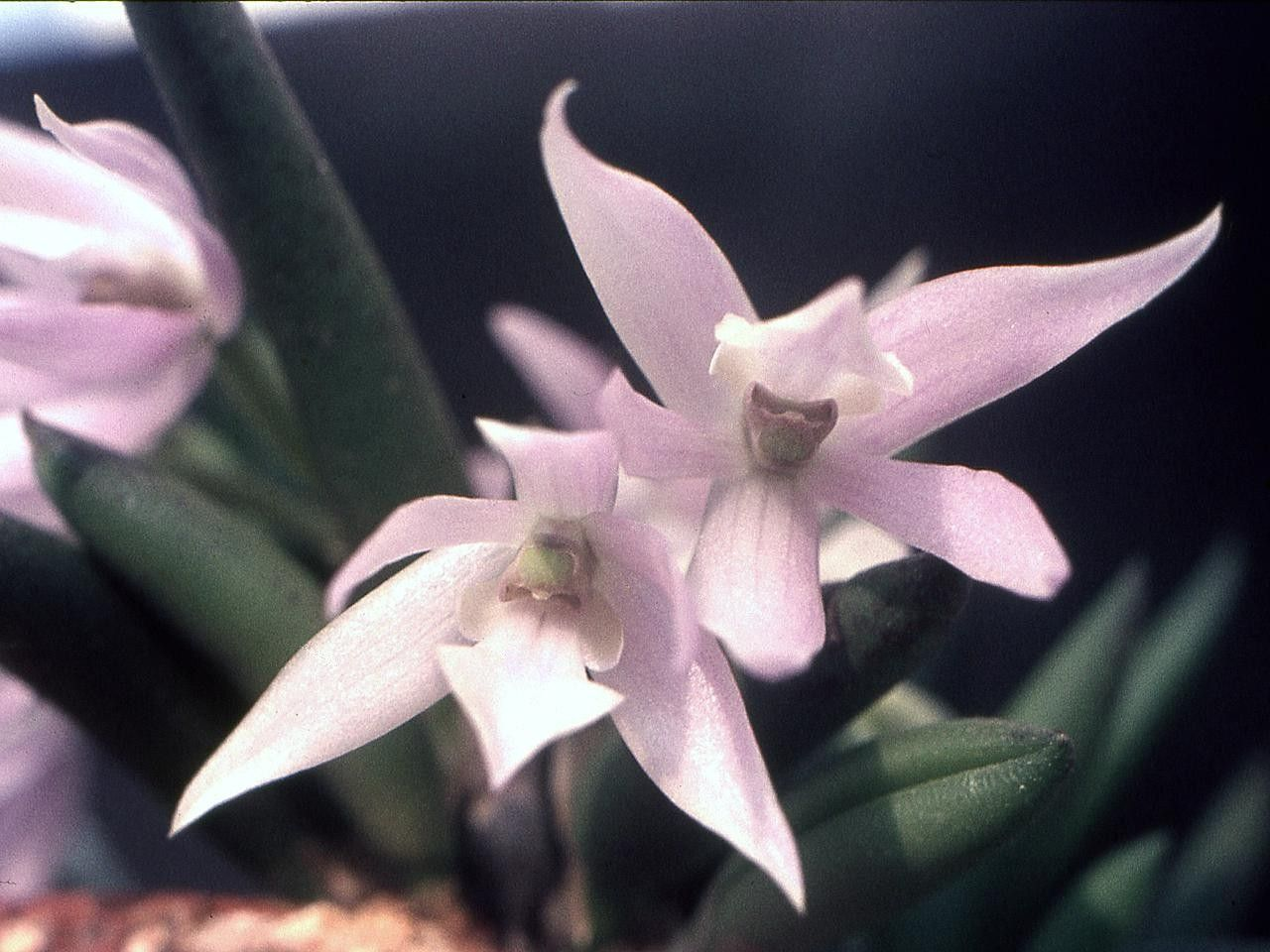
Leptotes unicolor

Die Leptotes-Arten sind kleine, krautige, ausdauernde Pflanzen. In kurzen Abständen stehen am Rhizom zylindrische, kurze Sprosse, die jeweils ein oder selten zwei Blätter tragen. Die Blätter sind sukkulent, stielrund und mit einer längs verlaufenden Rille versehen. Die Wurzeln sind von einem zwei bis vier Zellschichten dicken Velamen radicum umgeben.
Der endständige, traubige Blütenstand besteht meist aus zwei oder drei, manchmal aus bis zu sieben Blüten. Die Blütenblätter sind weiß bis rosa, die Lippe kann auch gelbe Anteile enthalten. Die Petalen sind schmaler als die Sepalen. Die Lippe ist dreilappig, die Seitenlappen sind ausgebreitet oder nach oben geschlagen, hüllen aber die Säule nicht ein. Die Säule ist seitlich an der Spitze verbreitert. Das Staubblatt enthält sechs Pollinien, vier kleine und ein Paar große; letztere werden als Verwachsung von je zwei kleinen interpretiert. Die Frucht ist fleischig und besitzt ein Vanille-Aroma.

## Verbreitung

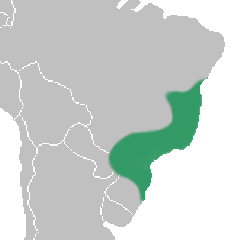
Verbreitungsgebiet der Gattung Leptotes im Süden Brasiliens

Leptotes ist im tropischen Südosten Südamerikas beheimatet, die meisten Arten sind auf Brasilien beschränkt. Leptotes bicolor kommt auch in Paraguay vor, Leptotes unicolor in Argentinien.
Die Arten wachsen epiphytisch in verschiedenen Wäldern, von trockenen Situationen an der Küste bis zu feuchten, montanen Regenwäldern.  Leptotes unicolor kommt auch in subtropischen Nadelwäldern mit Araukarien (Araucaria) und Steineiben (Podocarpus) vor.

## Systematik und botanische Geschichte
Leptotes wurde 1833 von John Lindley mit der Typusart Leptotes bicolor in Edwards's botanical register 19, Tafel 1625 aufgestellt. Der Name kommt aus dem Griechischen und bedeutet „zart, zierlich“.
Leptotes ist nahe verwandt mit der Gattung Loefgrenianthus, des Weiteren mit Constantia, Isabelia und Pseudolaelia.

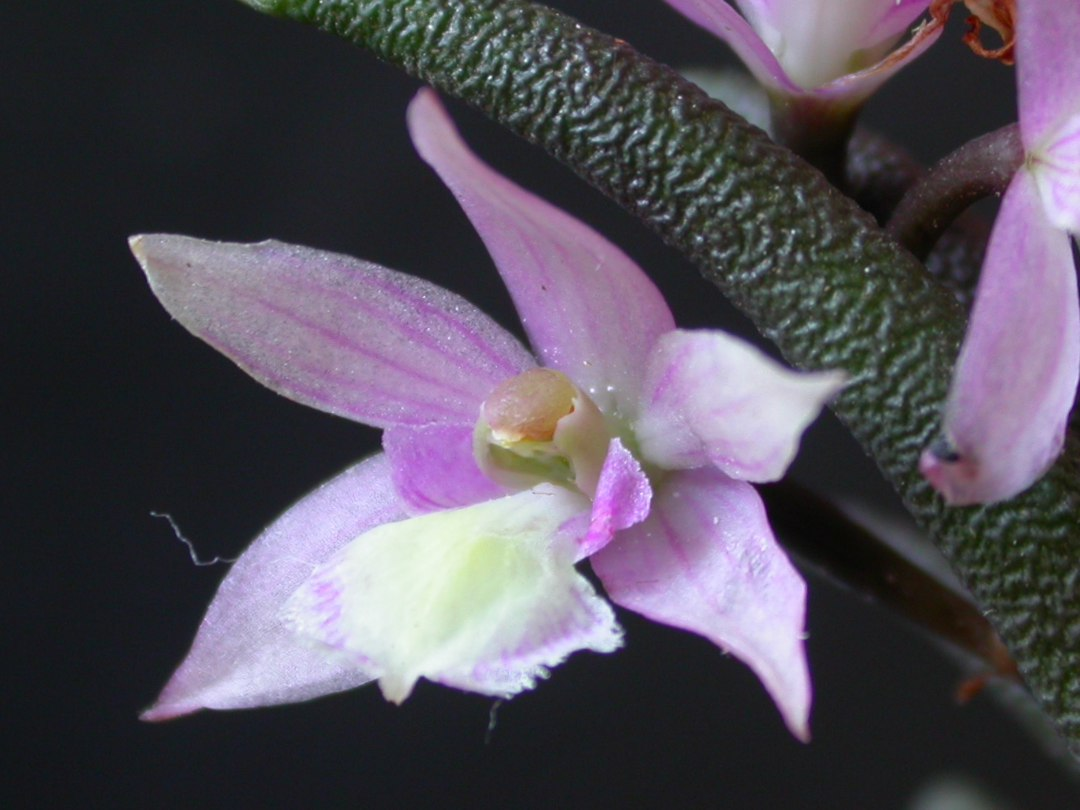
Leptotes harryphillipsii

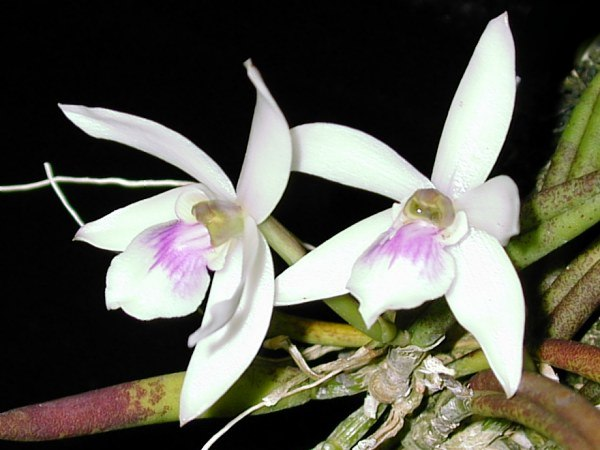
Leptotes mogyensis

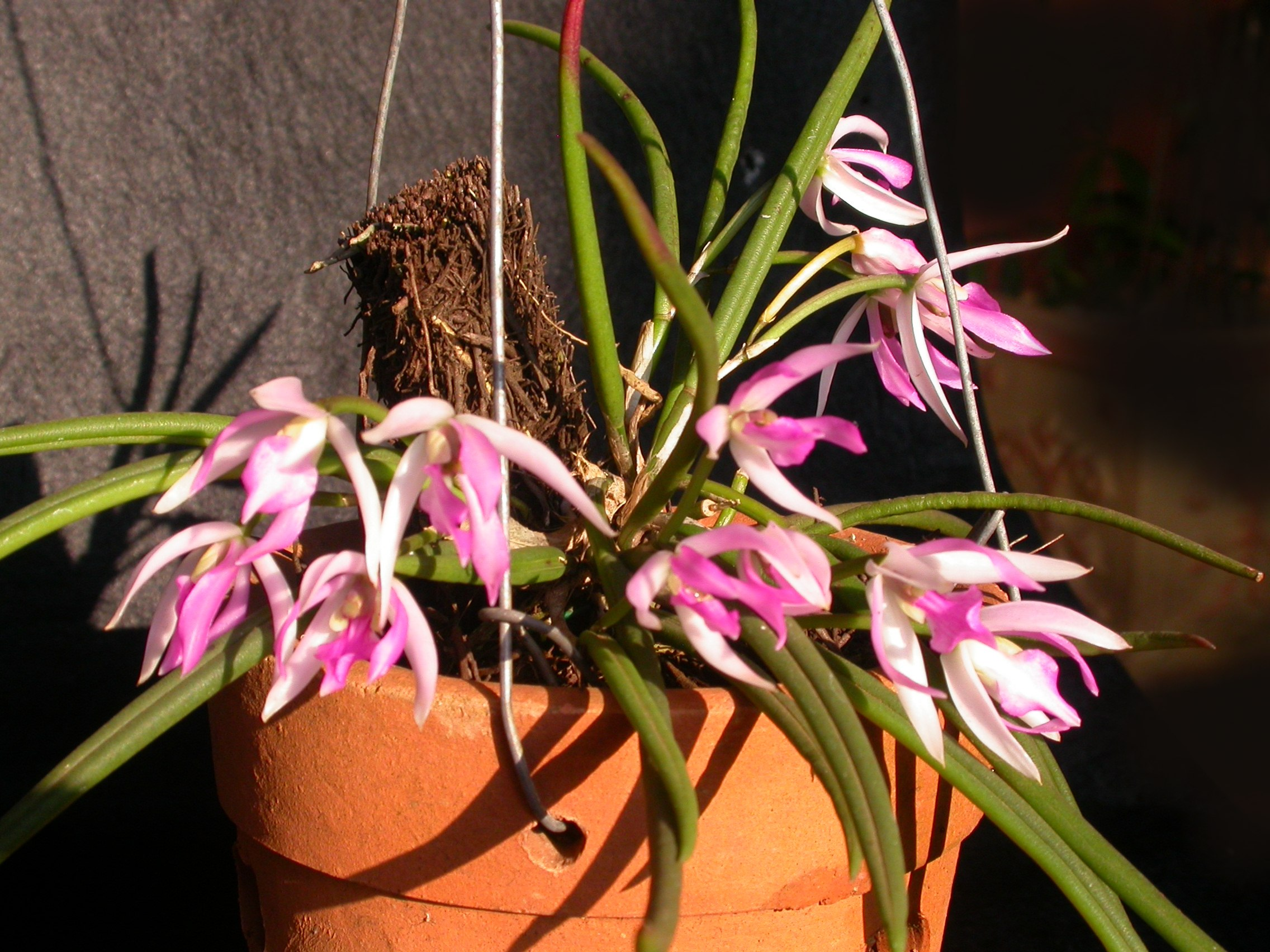
Leptotes pohlitinocoi

Die Angaben zur Artenzahl schwanken zwischen 10 gültigen Namen und diversen Synonymen:
- Leptotes beatricis A.S.Medeiros, Pegoraro & Xim.Bols.: Diese 2013 erstbeschriebene Art kommt im brasilianischen Bundesstaat Santa Catarina vor.[1]
- Leptotes bicolor Lindl. (Syn.: Leptotes serrulata Lindl., Leptotes glaucophylla Hoffmanns.): Sie kommt in Brasilien und Paraguay vor.[1]
- Leptotes bohnkiana Campacci: Sie kommt in Brasilien vor.[1]
- Leptotes harryphillipsii Christenson: Sie kommt im südöstlichen Brasilien vor.[1]
- Leptotes mogyensis Krackow. ex Christenson: Sie kommt im südöstlichen Brasilien vor.[1]
- Leptotes pauloensis Hoehne: Sie kommt vom brasilianischen Bundesstaat Espírito Santo bis zum Bundesstaat Santa Catarina vor.[1]
- Leptotes pohlitinocoi V.P. Castro & Chiron: Sie kommt im brasilianischen Bundesstaat Bahia vor.[1]
- Leptotes tenuis Rchb. f. (Syn.: Leptotes minuta Rolfe): Sie kommt vom brasilianischen Bundesstaat Espírito Santo bis zum Bundesstaat Santa Catarina vor.[1]
- Leptotes unicolor Barb. Rodr. (Syn.:Leptotes paranaensis Barb. Rodr.): Sie kommt von Brasilien bis Paraguay und dem nordöstlichen Argentinien vor.[1]
- Leptotes vellozicola Van den Berg, E.C.Smidt & Marçal: Sie kommt im brasilianischen Bundesstaat Bahia vor.[1]

## Verwendung
Leptotes werden gelegentlich als Zierpflanzen kultiviert. Sie sind im Allgemeinen sehr leicht als aufgebundene Pflanzen oder in kleinen Töpfen bei temperiert-warmer Haltung zu kultivieren. Eine kurze Ruhephase nach der Blüte ist für das Wachstum förderlich, aber nicht zwingend notwendig.

## Belege
Die Informationen dieses Artikels stammen überwiegend aus:
- Alec M. Pridgeon, Phillip Cribb, Mark W. Chase (Hrsg.): Genera Orchidacearum. Epidendroideae (Part one). 2. Auflage. Band 4/1. Oxford University Press, New York und Oxford 2005, ISBN 0-19-850712-7, S. 271–274.
- Carl L. Withner: The Cattleyas and their relatives. Volume III. Schomburgkia, Sophronitis, and Other South American Genera. Timber Press, Portland 1993, ISBN 0-88192-269-2, S. 94–98.